# K-d-дерево

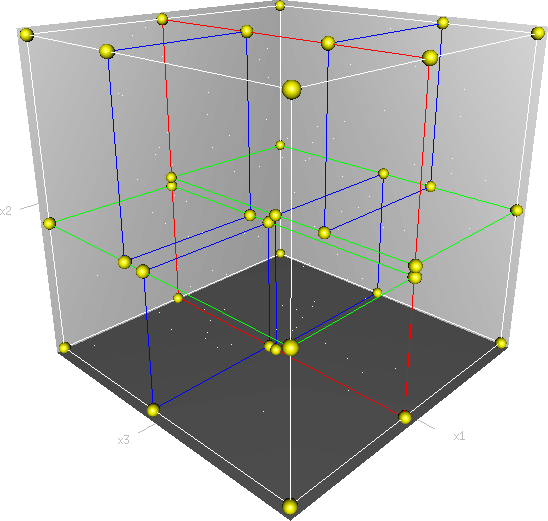
Трёхмерное дерево.

k-d-дерево (англ. k-d tree, сокращение от k-мерное дерево) — это структура данных с разбиением пространства для упорядочивания точек в k-мерном пространстве. k-d-деревья используются для некоторых приложений, таких как поиск в многомерном пространстве ключей (поиск диапазона и поиск ближайшего соседа). k-d-деревья — особый вид двоичных деревьев поиска.

## Математическое описание
K-мерное дерево — это несбалансированное дерево поиска для хранения точек из {\displaystyle \mathbb {R} ^{k}}. Оно предлагает похожую на R-дерево возможность поиска в заданном диапазоне ключей. В ущерб простоте запросов, требования к памяти {\displaystyle O(kn)} вместо {\displaystyle O((log(n))^{k-1})}.
Существуют однородные и неоднородные k-d-деревья. У однородных k-d-деревьев каждый узел хранит запись. При неоднородном варианте внутренние узлы содержат только ключи, листья содержат ссылки на записи.
В неоднородном k-d-дереве {\displaystyle H_{i}(t)=(x_{1},x_{2},\ldots ,x_{i-1},t,x_{i+1},\ldots ,x_{k})} при {\displaystyle 1\leq i\leq k} параллельно оси {\displaystyle (k-1)}-мерной гиперплоскости в точке {\displaystyle t}. Для корня нужно разделить точки через гиперплоскость {\displaystyle H_{1}(t)} на два по возможности одинаково больших множества точек и записать {\displaystyle t} в корень, слева от этого сохраняются все точки у которых {\displaystyle x_{1}<t}, справа те у которых {\displaystyle x_{1}>t}. Для левого поддерева нужно разделить точки опять на новую «разделенную плоскость» {\displaystyle H_{2}(t)}, а {\displaystyle t} сохраняется во внутреннем узле. Слева от этого сохраняются все точки у которых {\displaystyle x_{2}<t}. Это продолжается рекурсивно над всеми пространствами. Потом всё начинается снова с первого пространства до того, пока каждую точку можно будет ясно идентифицировать через гиперплоскость.
k-d-дерево можно построить за {\displaystyle O(n(k+log(n)))}. Поиск диапазона может быть выполнен за {\displaystyle O(n^{1-{\frac {1}{k}}}+a)}, при этом {\displaystyle a} обозначает размер ответа. Требование к памяти для самого дерева ограничено {\displaystyle O(kn)}.

## Операции сk-d-деревьями

### Структура
Структура дерева, описанная на языке C++:
```
constexpr
 
int
 
N
=
10
;
 
// количество пространств ключей

struct
 
Item
 
{
   
// структура элемента

  
int
 
key
[
N
];
   
// массив ключей определяющих элемент

  
char
 
*
info
;
   
// информация элемента

};

struct
 
Node
 
{
   
// структура узла дерева

  
Item
 
i
;
       
// элемент

  
Node
 
*
left
;
   
// левое  поддерево

  
Node
 
*
right
;
  
// правое поддерево

}

```

Структура дерева может меняться в зависимости от деталей реализации алгоритма. Например, в узле может содержаться не один элемент, а массив, что повышает эффективность поиска.
Анализ поиска элемента
Очевидно, что минимальное количество просмотренных элементов равно {\displaystyle 1}, а максимальное количество просмотренных элементов — {\displaystyle O(h)}, где {\displaystyle h} — это высота дерева. Остаётся посчитать среднее количество просмотренных элементов {\displaystyle A_{n}}.
{\displaystyle [x_{0},x_{1},x_{2},...,x_{n}]} — заданный элемент.
Рассмотрим случай {\displaystyle h=3}. Найденными элементами могут быть:
{\displaystyle find(t_{1}):[(x_{0}=t_{1})];A=1.}
{\displaystyle find(t_{2}):[(x_{0}<t_{1})\land (x_{0}=t_{2})];A=2.}
{\displaystyle find(t_{3}):[(x_{0}>t_{1})\land (x_{0}=t_{3})];A=2.}
{\displaystyle find(t_{4}):[(x_{0}<t_{1})\land (x_{0}<t_{2})\land (x_{0}=t_{4})];A=3.}
{\displaystyle find(t_{5}):[(x_{0}<X_{1})\land (x_{0}>t_{2})\land (x_{0}=t_{5})];A=3.}
{\displaystyle find(t_{6}):[(x_{0}<t_{1})\land (x_{0}<t_{3})\land (x_{0}=t_{6})];A=3.}
{\displaystyle find(t_{7}):[(x_{0}<t_{1})\land (x_{0}>t_{3})\land (x_{0}=t_{7})];A=3.}
и так для каждого пространства ключей. При этом средняя длина поиска в одном пространстве составляет:
{\displaystyle A={\frac {1+2+2+3+3+3+3}{7}}={\frac {17}{7}}\approx 2,4}.
Средняя величина считается по формуле: {\displaystyle A_{n}=\sum _{k=1}^{n}kp_{n,k}}
Остаётся найти вероятность {\displaystyle p_{n,k}}. Она равна {\displaystyle p_{n,k}={\frac {p_{A,k}}{p_{n}}}}, где {\displaystyle p_{A,k}} — число случаев, когда {\displaystyle A=k} и {\displaystyle p_{n}} — общее число случаев.
Не сложно догадаться, что {\displaystyle p_{n,k}={\frac {2^{k-1}}{2^{n}-1}}}.
Подставляем это в формулу для средней величины:
{\displaystyle A_{n}=\sum _{k=1}^{n}kp_{n,k}=\sum _{k=1}^{n}{k{\frac {2^{k-1}}{2^{n}-1}}}={\frac {1}{2^{n}-1}}\sum _{k=1}^{n}{k2^{k-1}}=}
{\displaystyle ={\frac {1}{2^{n}-1}}\sum _{k+1=1}^{n}{({k+1})2^{k}}={\frac {1}{2^{n}-1}}\left(\sum _{k+1=1}^{n}{k2^{k}}+\sum _{k+1=1}^{n}{2^{k}}\right)=}
{\displaystyle ={\frac {1}{2^{n}-1}}\left(\sum _{k=1}^{n}{k2^{k}}+\sum _{k=1}^{n}{2^{k}}-2^{n}-n2^{n}\right)=}
{\displaystyle ={\frac {1}{2^{n}-1}}(n2^{n+2}-(n+1)2^{n+1}+2-2^{n}+2^{3}-1-n2^{n})={\frac {2^{n}(n-1)+1}{2^{n}-1}}},
то есть {\displaystyle A_{h}={\frac {2^{h}(h-1)+1}{2^{h}-1}}}, где {\displaystyle h} — высота дерева.
Если перейти от высоты дерева к количеству элементов, то:
{\displaystyle A_{n}=~O\left({\frac {2^{h}(h-1)+1}{2^{h}-1}}\right)=~O\left(h{\frac {2^{h}}{2^{h}-1}}-1\right)=~O\left(log\left({\frac {n}{N}}+1\right){\frac {2^{log\left({\frac {n}{N}}+1\right)}}{2^{log\left({\frac {n}{N}}+1\right)}-1}}-1\right)=~O\left(log\left({\frac {n}{N}}+1\right){\frac {n+N}{n}}-1\right)=}
{\displaystyle =~O\left(log\left({\frac {n}{N}}+1\right)^{\frac {n+N}{n}}-1\right)}, где {\displaystyle N} — количество элементов в узле.
Из этого можно сделать вывод, что чем больше элементов будет содержаться в узле, тем быстрее будет проходить поиск по дереву, так как высота дерева будет оставаться минимальной, однако не следует хранить огромное количество элементов в узле, так как при таком способе всё дерево может выродиться в обычный массив или список.

### Добавление элементов
Добавление элементов происходит точно так же, как и в обычном двоичном дереве поиска, с той лишь разницей, что каждый уровень дерева будет определяться ещё и пространством к которому он относится.
Алгоритм продвижения по дереву:
```
for
 
(
int
 
i
 
=
 
0
;
 
tree
;
 
i
++
)
 
// i - это номер пространства

    
if
 
(
tree
->
x
[
i
]
 
<
 
tree
->
t
)
  
// t - медиана

        
tree
 
=
 
tree
->
left
;
     
// переходим в левое поддерево

    
else

        
tree
 
=
 
tree
->
right
;
    
// переходим в правое поддерево

```

Добавление выполняется за {\displaystyle O(h)}, где {\displaystyle h} — высота дерева.

### Удаление элементов
При удалении элементов дерева может возникнуть несколько ситуаций:
- Удаление листа дерева — довольно простое удаление, когда удаляется один узел и указатель узла-предка просто обнуляется.

- Удаление узла дерева (не листа) — очень сложная процедура, при которой приходится перестраивать всё поддерево для данного узла.

Иногда процесс удаления узла решается модификациями k-d-дерева. К примеру, если у нас в узле содержится массив элементов, то при удалении всего массива узел дерева остаётся, но новые элементы туда больше не записываются.

### Поиск диапазона элементов
Поиск основан на обычном спуске по дереву, когда каждый узел проверяется на диапазон. Если медианы узла меньше или больше заданного диапазона в данном пространстве, то обход идет дальше по одной из ветвей дерева. Если же медиана узла входит полностью в заданный диапазон, то нужно посетить оба поддерева.
Алгоритм
```
Z
 
–
 
узел
 
дерева

[(
x_0_min
,
 
x_1_min
,
 
x_2_min
,...,
 
x_n_min
),(
x_0_max
,
 
x_1_max
,
 
x_2_max
,...,
 
x_n_max
)]
 
-
 
заданный
 
диапазон

Функция
 
Array
(
Node
 
*&
Z
){

If
 
([
x_0_min
,
 
x_1_min
,
 
x_2_min
,...,
 
x_n_min
]
<
Z
){

		
Z
=
Z
->
left
;
 
// левое поддерево

}

else

If
 
([
x_0_max
,
 
x_1_max
,
 
x_2_max
,...,
 
x_n_max
]
>
Z
){

			
Z
=
Z
->
right
;
 
// правое поддерево

}

		
Else
{
 
// просмотреть оба поддерева

			
Array
(
Z
->
right
);
 
// запустить функцию для правого поддерева

			
Z
=
Z
->
left
;
 
// просмотреть левое поддерево

		
}

}

```

Анализ
Очевидно, что минимальное количество просмотренных элементов это {\displaystyle O(h)}, где {\displaystyle h} — высота дерева. Так же очевидно, что максимальное количество просмотренных элементов это {\displaystyle O(2^{h}-1)}, то есть просмотр всех элементов дерева. Остаётся посчитать среднее количество просмотренных элементов {\displaystyle A_{n}}.
{\displaystyle [(x_{0_{min}},x_{1_{min}},x_{2_{min}},...,x_{n_{min}}),(x_{0_{max}},x_{1_{max}},x_{2_{max}},...,x_{n_{max}})]} — заданный диапазон.
Оригинальная статья про k-d-деревья даёт такую характеристику:
{\displaystyle A_{n}=~O(h\cdot log(h))} для фиксированного диапазона.
Если перейти от высоты дерева к количеству элементов, то это будет:
{\displaystyle A_{n}=~O(log(log(n-1))^{log(n-1)})}

### Поиск ближайшего соседа
Поиск ближайшего элемента разделяется на две подзадачи: определение возможного ближайшего элемента и поиск ближайших элементов в заданном диапазоне.
Дано дерево {\displaystyle tree}.
Мы спускаемся по дереву к его листьям по условию {\displaystyle tree\to x[i](<,>=)tree\to t} и определяем вероятный ближайший элемент по условию {\displaystyle l_{min}={\sqrt {(({x_{0}-x[i]_{0}})^{2}+({x_{1}-x[i]_{1}})^{2}+...+({x_{n}-x[i]_{n}})^{2})}}}.
После этого от корня дерева запускается алгоритм поиска ближайшего элемента в заданном диапазоне, который определяется радиусом {\displaystyle R=l_{min}={\sqrt {(({x_{0}-x[i]_{0}})^{2}+({x_{1}-x[i]_{1}})^{2}+...+({x_{n}-x[i]_{n}})^{2})}}}.
Радиус поиска корректируется при нахождении более близкого элемента.
Алгоритм
```
Z
 
–
 
корень
 
дерева

List
 
–
 
список
 
для
 
найденных
 
ближайших
 
элементов

[
x_0
,
x_1
,
x_2
...,
x_n
]
 
-
 
координаты
 
всех
 
измерений
 
нашего
 
элемента
,
 
для
 
которого
 
и
 
ищутся
 
ближайшие

Len
 
–
 
минимальная
 
длина

CHILDREN
 
-
 
максимальное
 
число
 
детей
 
у
 
каждого
 
элемента

Функция
 
Maybe_Near
(
Node
 
*&
Z
)
 
{
 
// поиск ближайшего возможного элемента

	
while
 
(
Z
)
 
{

        
for
 
(
i
=
0
;
i
<
N
;
i
++
)
 
{
 
// проверка элементов в узле

            
len_cur
 
=
 
sqrt
((
x_0
-
x
[
i
]
_0
)
^
2
 
+
 
(
x_1
-
x
[
i
]
_1
)
^
2
 
+
 
...
 
+
 
(
x_n
-
x
[
i
]
_n
)
^
2
);
 
// длина текущего элемента

            
if
 
(
Len
 
>
 
длины
 
текущего
 
элемента
)
 
{

	             
Len
 
=
 
len_cur
;
 
// установление новой длины

	             
Delete
(
List
);
 
// очистка списка

	             
Add
(
List
);
 
// добавить новый элемент в список

            
}
 
else
 
if
(
длины
 
равны
)
 
{

					
Add
(
List
);
 
// добавить новый элемент в список

            
}

			
if
 
((
x_0
 
==
 
x
[
i
]
_0
)
 
&&
 
(
x_1
 
==
 
x
[
i
]
_1
)
 
&&
 
...
 
&&
 
(
x_n
 
==
 
x
[
i
]
_n
))
 
{

				
return
 
1
;

            
}

		
}

		
if
 
([
x_0
,
x_1
,
x_2
...,
x_n
]
 
<
 
Z
)

			
Z
 
=
 
Z
->
left
;
 
// левое поддерево

        
if
 
([
x_0
,
x_1
,
x_2
...,
x_n
]
 
>
 
Z
)

			
Z
 
=
 
Z
->
right
;
 
// правое поддерево			

    
}

}

Функция
 
Near
(
Node
 
*&
Z
)
 
{
 
// рекурсивный поиск ближайшего элемента в заданном диапазоне

    
if
 
(
!
Z
)
 
{

        
return
 
List
;

    
}

    

    
len_cur
 
=
 
sqrt
((
x_0
-
x
[
i
]
_0
)
^
2
 
+
 
(
x_1
-
x
[
i
]
_1
)
^
2
 
+
 
...
 
+
 
(
x_n
-
x
[
i
]
_n
)
^
2
);
 
// расстояние от нашей точки до текущей

    
if
 
(
len_cur
 
<
 
Len
)
 
{
 
// нашли длину меньше минимальной

        
Len
 
=
 
len_cur
;
 
// установление новой минимальной длины

        
Delete
(
List
);
 
// очистка списка - ведь все найденные до этого элементы находятся дальше, чем текущий

        
Add
(
List
,
 
Z
);
 
// добавить текущий элемент в список

    
}
 
else
 
if
 
(
len_cur
 
==
 
Len
)
 
{
 
// длина равна минимальной

        
Add
(
List
,
 
Z
);
 
// просто добавить новый элемент в список

    
}

    

    
for
 
(
i
 
=
 
0
;
 
i
 
<
 
CHILDREN
;
 
i
++
)
 
{
 
// для всех дочерних элементов выполним то же самое

        
Near
(
Z
->
children
[
i
]);
 
// просмотреть все поддеревья

    
}

}

```

Анализ
Очевидно, что минимальное количество просмотренных элементов это {\displaystyle O(h)}, где h — это высота дерева. Так же очевидно, что максимальное количество просмотренных элементов это {\displaystyle O(2^{h}-1)}, то есть просмотр всех узлов. Остаётся посчитать среднее количество просмотренных элементов.
{\displaystyle [(x_{0},x_{1},x_{2},...,x_{n})]} — заданный элемент, относительно которого нужно найти ближайший.
Эта задача разделяется на две подзадачи: нахождение ближайшего элемента в узле и нахождение ближайшего элемента в заданном диапазоне.
Для решения первой подзадачи потребуется один спуск по дереву, то есть {\displaystyle O(h)}.
Для второй подзадачи, как мы уже вычислили, поиск элементов в заданном диапазоне выполняется за {\displaystyle O(h\cdot log(h))}.
Чтобы узнать среднее, достаточно просто сложить эти две величины:
{\displaystyle =~O(h)+~O(h\cdot log(h))=~O(h)\cdot ({~O(log(h))+1}))}.